# Luis Mariano Montemayor
Luis Mariano Montemayor (Buenos Aires, 16 de marzo de 1956) es un arzobispo argentino que ha trabajado en el servicio diplomático de la Santa Sede desde 1991. Es el Nuncio apostólico en Irlanda desde febrero de 2023. Fue  Nuncio Apostólico en Colombia entre 2018 y 2023. Fue Nuncio Apostólico para la República Democrática del Congo desde 2015 hasta 2018 y para Senegal, Cabo Verde y Guinea Bissau, así como Delegado Apostólico para Mauritania entre 2008 y 2015.

## Biografía
Nacido en Buenos Aires, Argentina, el 16 de marzo de 1956, Montemayor fue ordenado Presbítero el 15 de noviembre de 1985. Después de obtener el título en derecho canónico ingresó al servicio diplomático de la Santa Sede el 1° de julio de 1991 y trabajó en Etiopía, Brasil y Tailandia. En junio de 2008 el papa Benedicto XVI lo nombró Arzobispo Titular de Illici y  Nuncio Apostólico para Senegal y Cabo Verde, también como Delegado Apostólico para Mauritania. En septiembre de ese año también fue nombrado Nuncio Apostólico para Guinea-Bissau.
El 22 de junio de 2015, el papa Francisco lo nombró  Nuncio Apostólico para la República Democrática del Congo
El 27 de septiembre de 2018, el papa Francisco lo nombró  Nuncio Apostólico para Colombia.
El 25 de febrero de 2023 fue nombrado Nuncio apostólico en Irlanda.
| Predecesor: Giuseppe Pinto             | Nuncio Apostólico en Senegal 2008–2015                         | Sucesor: Michael Wallace Banach |
| Predecesor: Giuseppe Pinto             | Nuncio Apostólico en Cape Verde 2008–2015                      | Sucesor: Michael Wallace Banach |
| Predecesor: Giuseppe Pinto             | Nuncio Apostólico en Guinea-Bissau 2008–2015                   | Sucesor: Michael Wallace Banach |
| Predecesor: Giuseppe Pinto             | Delegado apostólico en Mauritania 2008–2015                    | Sucesor: Michael Wallace Banach |
| Predecesor: Adolfo Tito Camacho Yllana | Nuncio Apostólico en República Democrática del Congo 2015–2018 | Sucesor: Ettore Balestrero      |
| Predecesor: Ettore Balestrero          | Nuncio Apostólico en Colombia 2018–2023                        | Sucesor: Paolo Rudelli          |
| Predecesor: Jude Thaddeus Okolo        | Nuncio Apostólico en Irlanda Desde 2023                        | Sucesor: En el cargo            |